# 任侠秘録 人間狩り
任侠秘録 人間狩り(にんきょうひろく にんげんがり）は2005年に制作された日本映画。杉作J太郎による、監督・脚本作品で、この作品が彼の初監督作品にあたる。2006年に『怪奇!!幽霊スナック殴り込み!』と2本立てで公開された。低予算の為、キャストには友情出演が多数である。
- 製作年度:2005年
- 制作:男の墓場プロダクション
- 主題歌:『グレイゾーン』（ライムスター）
- DVD:2006年・キングレコード

## スタッフ
- 監督:杉作J太郎
- 脚本:杉作J太郎

## キャスト
- 飯島洋一
- 伊藤雄一（男の墓場ニューフェイス）
- ダースレイダー（ファンク入道・MICADELIC）
- 増子直純（怒髪天）
- ロマン優光
- 掟ポルシェ
- 殿方充
- 住倉英泉
- 佐藤正和
- 本木美沙
- 山根真
- 最首英也
- メルヘン長井
- ポエム田村
- 蛭子能収
- 根本敬
- 最首英也
- 吉田豪
- 大西祥平
- 伴ジャクソン
- ギンティ小林
- 住倉博之
- 餓血毅
- スモーノブ
- 黒木真生（日本プロ麻雀連盟）
- メテオ
- いしかわじゅん
- 岡元あつこ
- しまおまほ
- 新宿鮫（別名・大角比呂詩）
- パラダイス山元
- 宇多丸（ライムスター）